# ساندي هيرد
ساندي هيرد (بالإنجليزية: Sandy Herd)‏ هو لاعب كرة قدم بريطاني، (ولد في Torryburn ‏ في المملكة المتحدة 1902 – 1984 م). شارك مع منتخب اسكتلندا لكرة القدم. أما مع النوادي، فقد لعب مع دونفرملين أثلتيك ونادي إيست فيف ونادي دندي وهارت أوف ميدلوثيان.